# 北條秀一
北條 秀一（北条、ほうじょう しゅういち / ひでいち、1904年（明治37年）5月31日 - 1992年（平成4年）8月23日）は、日本の実業家、政治家、郷土史家。引揚者団体全国連合会理事長、参議院議員（1期）、衆議院議員（1期）、日本国有鉄道顧問。

## 人物
兵庫県城崎郡竹野村（現豊岡市竹野町竹野）の宮大工の家に生まれる。竹野小学校を経て、1924年神戸商業学校を卒業し、東京商科大学（現一橋大学）予科に入学。大学では自治組織の一橋会総務理事を務めたが、1929年に大山郁夫へ献金を行ったとして逮捕された。1930年大学卒業。同年南満洲鉄道に入社。1932年、満鉄調査部経済調査会に配属される。参与兼総務課長を経て、理事に就任。
1945年の日本の降伏後は引揚者団体全国連合会を設立し、理事長として引揚者支援にあたる。その後1947年の第1回参議院議員通常選挙に全国区から無所属で立候補して当選する。のちに緑風会に入る。1950年の第2回参議院議員通常選挙で落選。1955年の第27回衆議院議員総選挙において東京7区から日本社会党（右派）公認で立候補したが落選。1958年の第28回衆議院議員総選挙で当選。引揚者への救済資金給付を実現した。その後、民主社会党に移り、1960年の第29回衆議院議員総選挙で落選。1963年と1967年に続けて立候補したが落選した。
1974年に帰郷し、『竹野郷外史』の出版や、竹野小学校支援に従事。1979年秋の叙勲で勲三等瑞宝章受章（勲八等からの昇叙）。1992年8月23日死去、88歳。死没日をもって正五位に叙される。竹野小学校に碑が残る。このほか香住小型運送（株）代表取締役を務めた。